# Melika Mohammadi
Pour les articles homonymes, voir Mohammadi.
Melika Mohammadi (28 mars 2000 — 24 décembre 2023 ) est une footballeuse qui joue dans l'équipe nationale d'Iran. Elle décède dans un accident de voiture.

## Origine et début
Née le 28 mars 2000 à Chiraz, Melika Mohammadi passe ses enfance et adolescence aux États-Unis, où elle débute au football et joue pour l'équipe de football de l'université Emory. 

## Décès
Le 24 décembre 2024, alors que Mohammadi et ses deux coéquipières — Zahra Khajavi (fa) et Behnaz Taherkhani (fa) — retourneront en taxi à l'hotêl, leur voiture fera un tonneau. Khajavi, Taherkhani et le chauffeur seront blessés, mais Mohammadi perdra sa vie. La cause de l'accident est concidérée la somnolence du chauffeur,.
Le landemain de son décès, un cortège parcourra le stade Fajr de Bam, avant que son corps ne soit transporté à Chiraz pour la commémoration au stade Hafezieh le 29 décembre. Après un dernier cortège au stade Azadi à Téhéran le 31 décembre, elle sera enfin véhiculée aux États-Unis pour l'inhumation.